# Spodistes batesi
Spodistes batesi är en skalbaggsart som beskrevs av Gilbert John Arrow 1902. Spodistes batesi ingår i släktet Spodistes och familjen Dynastidae. Inga underarter finns listade i Catalogue of Life.